# Gold-Zack Werke
Die Gold-Zack-Werke AG war eine Aktiengesellschaft aus der Textilindustrie, deren Hülle gegen Ende des 20. Jahrhunderts zu einem Emissionshaus umgestaltet wurde. In der zweiten Hälfte des 20. Jahrhunderts war die Gold-Zack-Werke AG Marktführer im Bereich Litzen, Gummi- und Textilbänder, sogenannte Barmer Artikel.

## Geschichte

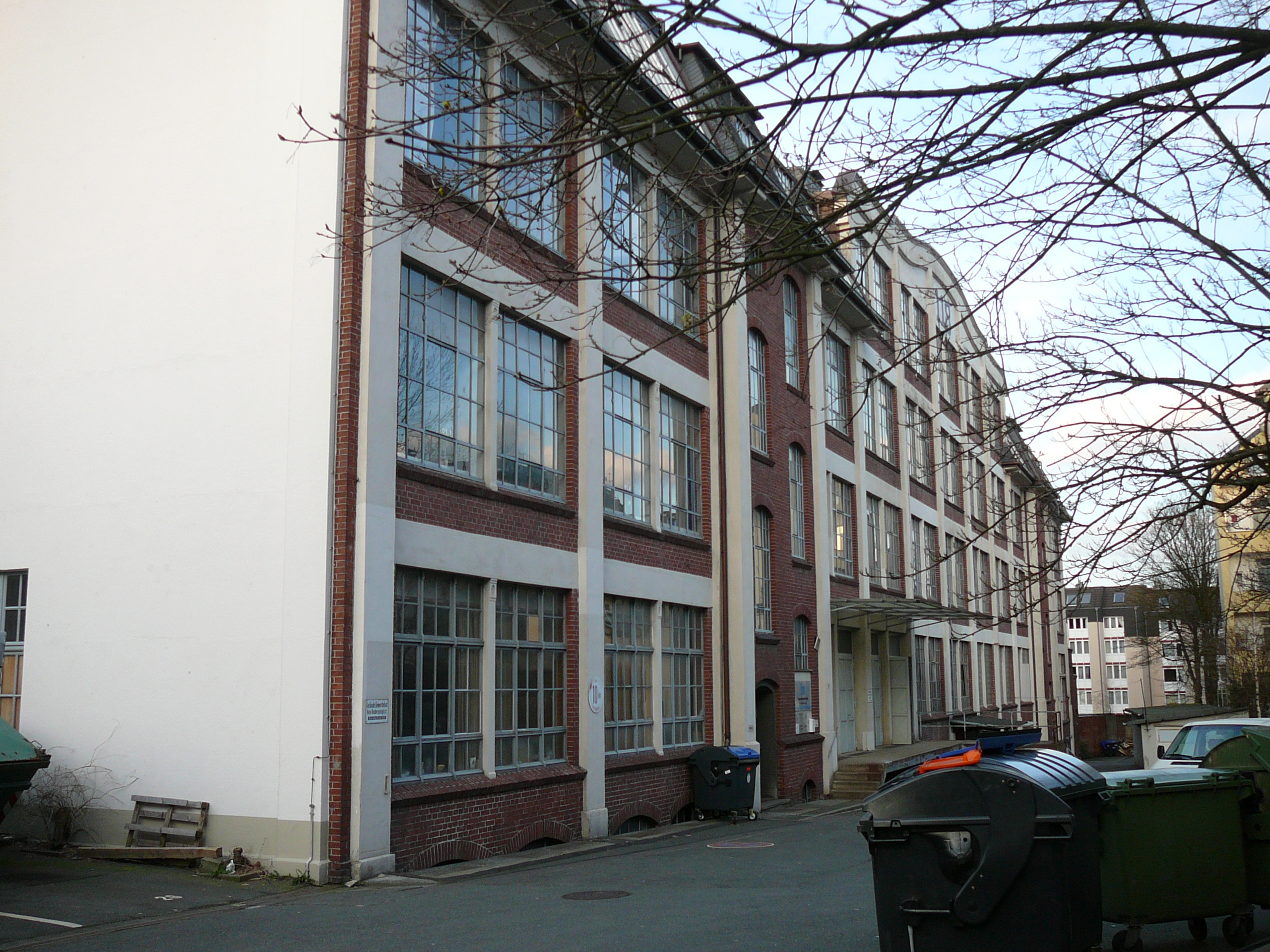
Ehemaliger Unternehmenssitz in Wuppertal

Die Gold-Zack-Werke AG gingen aus dem Zusammenschluss zweier älterer Unternehmen hervor. Diese waren die am 1. März 1868 von Coppel Cosmann in Barmen (heute ein Stadtteil von Wuppertal) gegründeten Gummibandfabrik Cosmann und die von Carl Zehnder 1894 ebenfalls in Barmen gegründete und später in Teilhaberschaft mit A. Villbrandt geführte Gummibandweberei Villbrandt & Zehnder, die im Dezember 1921 zu der Cossmann, Villbrandt & Zehnder AG mit Sitz in Elberfeld (ebenfalls Wuppertal) fusionierten. 

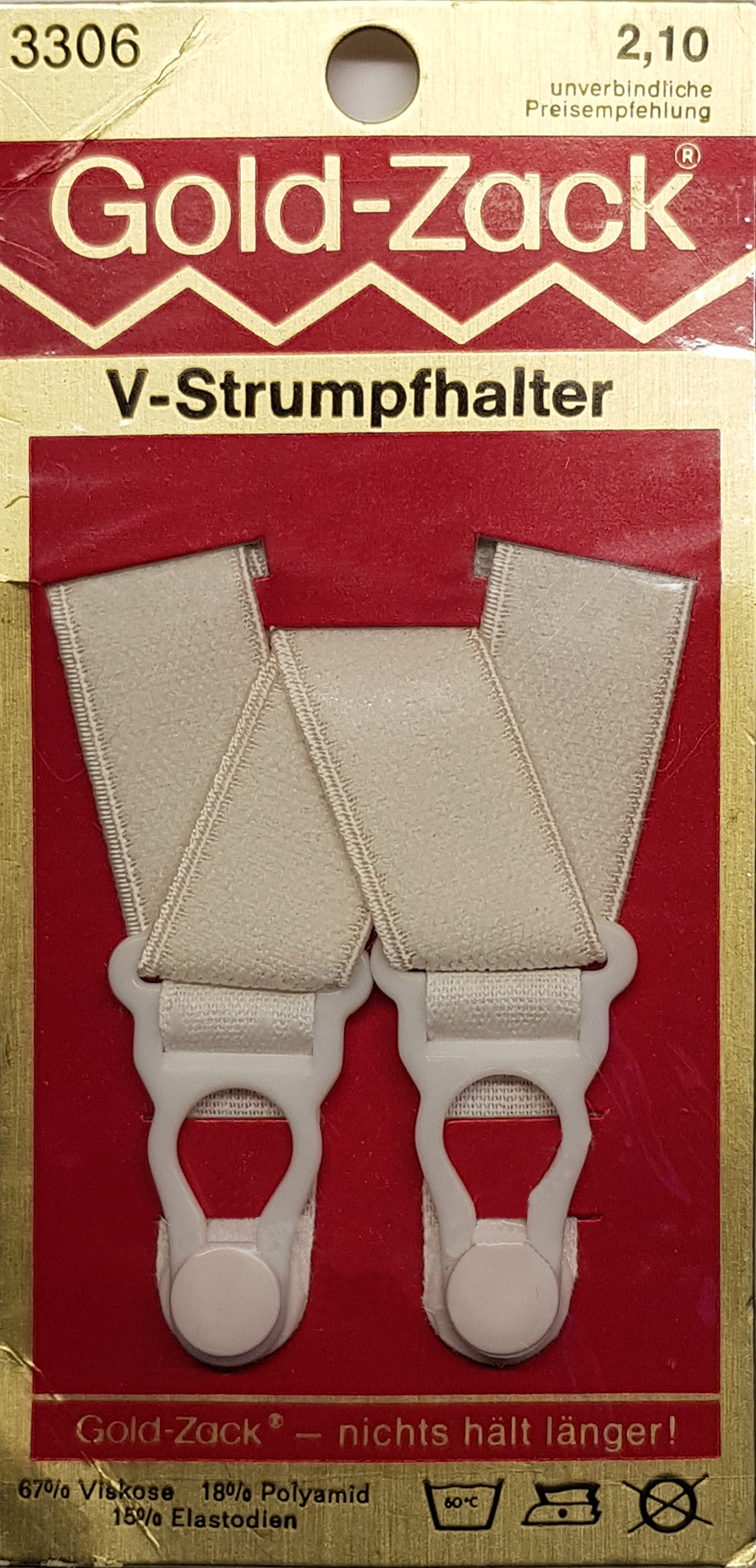
Gold-Zack-Strumpfhalter

Zu den Produkten zählten neben Gummibändern und Kordeln auch Sockenhalter, Hosenträger, Strumpfhalter und Schirmhalter.
1934 entstand die Marke Gold-Zack. Der Überlieferung zufolge entstand der Name, als ein Marketingmitarbeiter in einer Produktionshalle zufällig verdreckte Litzengeflechte entdeckte, die ein zickzackförmiges Muster besaßen. Daraufhin wurde auf seine Anregung hin in den Gummibändern ein ebenfalls zickzackförmiges, goldfarbenes Muster eingewebt, das eine gehobene Qualität symbolisieren sollte. Diese Marketingidee verhalf dem Unternehmen zu großem Erfolg. 1936 erwirtschaftete das Unternehmen mit elastischen Artikeln einen Umsatz von 2.164.617 Reichsmark.
Bei den Luftangriffen auf Wuppertal wurde das Wuppertaler Werk 1943 zerstört. Nach dem Neuanfang wuchs das Unternehmen 1950 zum Marktführer und führte ein neues Firmenlogo mit dem Zickzackmuster ein. 1960 siedelte das Unternehmen nach Mettmann um, wo auf einem 8 Hektar großen Werksgelände mehr als 20.000 Quadratmeter Produktionsfläche eingerichtet wurden. Im gleichen Jahr erfolgte die Umbenennung in Gold-Zack Werke AG.
1970 wurde die Aktienmehrheit von Hans Dedi, Inhaber des Unternehmens Hüssy & Künzli, übernommen. Mit der Übernahme von Hüssy & Künzli durch die Gustav und Grete Schickedanz Holding KG im Jahr 1984 ging die Aktienmehrheit der Gold-Zack-Werke AG in deren Hände über. 1990 erfolgte der Börsengang, bei dem 99.000 Aktien im Wert von 32 Millionen DM ausgegeben wurden. 66 % der Anteile blieben dabei bei der Gustav und Grete Schickedanz Holding KG.
Mit dem Strukturwandel im Textilbereich endete der wirtschaftliche Erfolg des Unternehmens in den 1990er Jahren. Trotz einer Finanzspritze von 50,6 Millionen DM durch die Gustav und Grete Schickedanz Holding KG schrumpfte die Belegschaft 1994 auf 70 Mitarbeiter. 1995 stand das Unternehmen vor dem Ende. Die Kurzwarensparte wurde an die William Prym GmbH & Co. KG veräußert, die die Marke Gold-Zack bis heute erfolgreich führt.
Der Iserlohner Dietrich Walther übernahm 1996 die Aktienmehrheit der Gold-Zack Werke AG von Schickedanz, führte eine Mantelverwertung durch, übernahm mit fast 45 % die Mehrheit an der Gontard & MetallBank und wandelte das Unternehmen in ein Aktien-Emissionshaus mit Schwerpunkt auf Nemax-Werten um. Bis zum Jahr 2000 wurde der Börsengang für 26 Unternehmen durchgeführt. Mit dem Ende des Neuen Marktes geriet auch die Gold-Zack-Werke AG in Schieflage und musste 2003 Insolvenz anmelden. Das Insolvenzverfahren ist beendet; die Gold-Zack-Aktie wird nicht mehr an der Börse gehandelt.

## Das Gebäude
Das Fabrikgebäude der Gold-Zack-Werke, das im Umfeld des Mirker Bahnhofs in der Elberfelder Nordstadt entstand, steht unter Denkmalschutz und beherbergt heute unter anderem das Bandwebermuseum, ein Theater und eine Kletterhalle mit Gastronomie.